# Сополига Мирослав
Мирослав Сополига — етнограф, культурний діяч, доктор наук, директор Музею української культури (м. Свидник, Пряшівщина). Автор більш ніж 20 монографій та 500 статей.
26 травня 2021 року обраний іноземним членом НАН України за спеціальністю «етнологія».